# Charles Harten
Charles Harten (* 20. März 1902 in den Vereinigten Staaten; † 6. März 1979 in Miami Beach, Miami-Dade County, Florida, Vereinigte Staaten) war ein US-amerikanischer Kameramann, der einmal für den Oscar für die beste Kamera nominiert war.

## Leben
Harten arbeitete zwischen 1936 und 1974 als Kameramann in der Filmwirtschaft Hollywoods bei nur fünf Filmproduktionen wie der Filmkomödie Soak the Rich (1936) von Ben Hecht und Charles MacArthur mit Walter Connolly, John Howard und Mary Zimbalist in den Hauptrollen.
Bei der Oscarverleihung 1961 wurde Harten zusammen mit Joseph Ruttenberg für den Oscar für die beste Kamera nominiert, und zwar für das Filmdrama Telefon Butterfield 8 (Butterfield 8, 1960) von Daniel Mann mit Elizabeth Taylor, Laurence Harvey und Eddie Fisher.

## Filmografie (Auswahl)
- 1936: Soak the Rich
- 1960: Telefon Butterfield 8
- 1974: The Three Stooges Follies (Segment)